# خرمن‌اوزو (بایبورد)
خرمن‌اوزو (به ترکی استانبولی: Harmanözü) (به کردی: Mehcûr) (به ارمنی: Մահաջուր) یک منطقهٔ مسکونی در ترکیه است که در بایبورد واقع شده‌است. خرمن‌اوزو ۱۲۳ نفر جمعیت دارد.